# 50.º Distrito Congressional da Califórnia
O 50º Distrito Congressional da Califórnia (em inglês:  California's 50th congressional district) é um dos 53 distritos congressionais do estado norte-americano da Califórnia, segundo o censo de 2000 sua população é de 639.087 habitantes, sua área é de 365 km.
Incorpora as seguintes cidades:
- San Marcos 84.391 habitantes;
- Carlsbad 106.084 habitantes;
- Encinitas 65.171 habitantes;
- Solana Beach 13.783 habitantes;
- Escondido 147.514 habitantes.